# Фелтинс Арена
Фелтинс Арена (преди позната като Арена Ауфшалке) е футболен стадион в немския град Гелзенкирхен. Открит е през 2001 г. като новия официален стадион на ФК Шалке 04.
Съоръжението приема финала на Шампионската лига през 2004 г. и 5 мача от Мондиал 2006, включително четвъртфинал. Капацитетът му е 55 824 седящи места, а с правостоящите той се увеличава до 62 271. По време на концерти и други мероприятия място намират 79 612 посетители. На 1 юли 2005 правата върху името на стадиона са продадени на немската пивоварна „Фелтинс“. Един от най-модерните стадиони в света, с най-голямото в Европа (към октомври 2016) видео-кубче на фирмата Хайсенс.

## История
Плановете за построяване на нов стадион излизат в края на 1990-те, след като фенове и мениджъри искат да се преместят от стария Паркщадион и да създадат модерна мултифункционална арена. Договорът за построяването на стадион за 186 милиона евро е подписан през 1998 г.

## Мондиал 2006
Фелтинс Арена е едно от съоръженията на Мондиал 2006. Следните мачове от турнира се изиграват на стадиона:
| Дата       | Час(CET) | Отбор #1   | Рез.              | Отбор #2            | Фаза          | Публика |
| ---------- | -------- | ---------- | ----------------- | ------------------- | ------------- | ------- |
| 2006-06-09 | 21.00    | Полша      | 0 – 2             | Еквадор             | Група А       | 52 000  |
| 2006-06-12 | 18.00    | САЩ        | 0 – 3             | Чехия               | Група Д       | 52 000  |
| 2006-06-16 | 15.00    | Аржентина  | 6 – 0             | Сърбия и Черна гора | Група В       | 52 000  |
| 2006-06-21 | 16.00    | Португалия | 2 – 1             | Мексико             | Група Г       | 52 000  |
| 2006-07-01 | 17.00    | Англия     | 0 – 0 (1 – 3 ДУЗ) | Португалия          | Четвъртфинали | 52 000  |